# طو علي سفلي
طو علي سفلي هي قرية في مقاطعة خدا أفرين، إيران. عدد سكان هذه القرية هو 354 في سنة 2006.